# Obere Altmühl mit Brunst-Schwaigau und Wiesmet
Obere Altmühl mit Brunst-Schwaigau und Wiesmet este o arie protejată (arie specială de conservare — SAC, sit de importanță comunitară — SCI) din Germania întinsă pe o suprafață de 4.470,5 ha, integral pe uscat.

## Localizare
Centrul sitului Obere Altmühl mit Brunst-Schwaigau und Wiesmet este situat la coordonatele 49°10′41″N 10°41′26″E / 49.1781°N 10.6906°E.

## Înființare
Situl Obere Altmühl mit Brunst-Schwaigau und Wiesmet a fost declarat sit de importanță comunitară în noiembrie 2004 pentru a proteja 8 specii de animale. Situl a fost protejat și ca arie specială de conservare în aprilie 2016.

## Biodiversitate
Situată în ecoregiunea continentală, aria protejată conține 5 habitate naturale: Cursuri de apă de la nivel de câmpie la nivel montan, cu vegetație Ranunculion fluitantis și Callitricho-Batrachion, Liziere de ierburi înalte hidrofile de câmpie și de nivel montan până la alpin, Fânețe de joasă altitudine (Alopecurus pratensis, Sanguisorba officinalis), Mlaștini alcaline, Păduri aluvionare cu Alnus glutinosa și Fraxinus excelsior (Alno-Padion, Alnion incanae, Salicion albae).
La baza desemnării sitului se află mai multe specii protejate:
- amfibieni (1): triton cu creastă (Triturus cristatus)
- mamifere (1): castor (Castor fiber)
- nevertebrate (4): Coenagrion ornatum, phengaris nausithous (Maculinea nausithous), Ophiogomphus cecilia, Unio crassus
- pești (2): avat (Aspius aspius), boarță (Rhodeus amarus)